# Grandosmylus
Grandosmylus is een geslacht van insecten uit de familie van de watergaasvliegen (Osmylidae), die tot de orde netvleugeligen (Neuroptera) behoort.

## Soorten
- G. centrasius Makarkin, 1985
- G. nubeculosus (Navás, 1910)